# Бурча
Бурча — бог в алтайській і тюркській міфології. Вважався богом процвітання. Син бога-творця Юльгана.
Він створює мир і процвітання на землі. Також асоціювався з гостинністю.
У пізніших віруваннях мав ім'я Бурча Каган (Burcha Khagan) або Бурча Хан (Burça Han).
У нього було сім братів «Білі хлопці» (Ak oğlanlar) або Киятлар (Kıyatlar) та дев'ять сестер, яких називали «Білі дівчата» (Ak Kızlar) або Киянлар (Kıyanlar), що є джерелом натхнення для шаманів.